# Neulateinische Philologie
Die Neulateinische Philologie, auch: Lateinische Philologie der Neuzeit oder Neolatinistik, lateinisch philologia humanistica, ist die Wissenschaft, welche das humanistische Latein und die neulateinische Literatur zum Gegenstand hat.
Neulateinische Philologen oder Neolatinisten werden auch als Neulateiner bezeichnet. Diese Bezeichnung wird jedoch auch auf Personen angewandt, die in nachmittelalterlicher Zeit, d. h. seit der Frühen Neuzeit bis in die Gegenwart, Lateinisch schreiben und sprechen (siehe dazu: Latinitas viva).

## Programm
Ihre Aufgabe ist es, auf der sprachwissenschaftlichen Seite, das Neulatein in seiner Rückwendung zum klassischen Latein wie in seiner Hinwendung zu seinen zeitgenössischen Funktionen zu erfassen, auf der literaturwissenschaftlichen Seite, die neulateinische Literatur vom Beginn der Neuzeit bis in die Gegenwart zu erfassen, zu erschließen, historisch und literaturhistorisch einzuordnen und zu interpretieren. Dabei steht die neulateinische Sprache und Literatur zunehmend in Konkurrenz, aber auch in Ergänzung und in Interaktion zu den verschiedenen Nationalsprachen. Es ist das Kommunikations- und Ausdrucksmittel der res publica litterarum, mithin eine lingua franca, andererseits bilden sich jedoch auch lokal und regional und auf der Zeitlinie verschiedene Epizentren neulateinischer Literatur aus, die miteinander in Kommunikation stehen.
Damit überschneidet sich die Neolatinistik mit der Renaissance-, Humanismus- und Frühneuzeitforschung, in der darüber hinaus die nationalsprachlichen Philologien, die Geschichtswissenschaft, die christlichen Theologien, die Judaistik, die Philosophie, die Medizingeschichte und so weiter sowie verschiedene Hilfswissenschaften zusammenkommen.

## Geschichte
Die Geschichte der neulateinischen Philologie reicht bis in die Zeit ihrer Anfänge gegen Ende des 15. Jahrhunderts zurück. Als „founding father of modern neo-Latin studies“ ist jedoch Jozef IJsewijn anzusehen. Er begründete 1966 das Seminarium Philologiae Humanisticae an der Universität Leuven, war einer der Ausrichter des ersten internationalen neulateinischen Kongresses im Jahr 1971 und legte mit seinem Companion maßgebliche Studien zur Erschließung der neulateinischen Literatur vor. Der zweite neulateinische Kongress fand 1973 in Amsterdam statt.
Institutionalisiert wurde die Neolatinistik in Deutschland erst in den 1960er-Jahren aus der Klassischen Philologie heraus. Dabei wurde die Neolatinistik in praktisch allen Fällen den bereits bestehenden Mittellateinischen Seminaren zugeschlagen. Die erste neulateinische Dissertation im deutschsprachigen Raum wurde im Juli 1962 von Paul Gerhard Schmidt in Göttingen unter dem Titel Supplemente lateinischer Prosa in der Neuzeit. Ein Überblick über Rekonstruktionsversuche zu lateinischen Autoren von der Renaissance bis zur Aufklärung eingereicht, die zweite von Hermann Wiegand 1984 in Heidelberg unter dem Titel Hodoeporica. Studien zur neulateinischen Reisedichtung des deutschen Kulturraumes im 16. Jahrhundert. Als Nestoren der neulateinischen Philologie gelten Walther Ludwig und Karl August Neuhausen, auch wenn ihre Dissertationen noch altphilologisch ausgerichtet waren.
Neulateinische Philologie wird aufgrund der inhaltlichen Zusammenhänge weiterhin häufig auch von klassischen Philologen und Vertretern der mittellateinischen Philologie betrieben, aufgrund von Überschneidungen mit verschiedenen Nationalliteraturen nicht selten auch von Germanisten oder entsprechenden nationalsprachlichen Philologien in Italien, den Niederlanden, Großbritannien (hier gilt Ian D. McFarlane als Begründer der Neo-latin studies), Frankreich, Belgien, Polen, Ungarn und anderen Ländern des neulateinischen Einflussbereichs.

## Gesellschaften, Institute, Forschungszentren
Gesellschaften
- International Association for Neo-Latin Studies
- Neolatijn. Website van het Neolatinistenverband
- University of Warwick Society for Neo-Latin Studies
- Cambridge Society for Neo-Latin Studies
- American Association for Neo-Latin Studies

Institute
Deutschland
- Übersichtsseite der Universität Göttingen
- Universität Bonn: Mittel- und Neulateinische Philologie im Institut für Klassische und Romanische Philologie – Abteilung für Griechische und Lateinische Philologie
- Universität Erlangen: Lateinische Philologie des Mittelalters und der Neuzeit
- Universität Göttingen: Abteilung für Lateinische Philologie des Mittelalters und der Neuzeit
- Universität Göttingen: Zentrum für Mittelalter- und Frühneuzeitforschung
- Universität Halle-Wittenberg: Lehrstuhl für Mittel- und Neulateinische Philologie
- Universität Heidelberg: Lateinische Philologie des Mittelalters und der Neuzeit
- Universität Jena: Lateinische Philologie des Mittelalters und der Neuzeit
- Universität Kiel: Mittel- und Neulateinische Philologie, Institut für Klassische Altertumskunde
- Universität Marburg: Seminar für Lateinische Philologie des Mittelalters und der Neuzeit
- Universität Münster: Seminar für Lateinische Philologie des Mittelalters und der Neuzeit
- Universität München: Seminar für Geistesgeschichte und Philosophie der Renaissance

Österreich
- Universität Innsbruck: Ludwig Boltzmann Institut für Neulateinische Studien
- Universität Wien: Institut für Klassische Philologie, Mittel- und Neulatein

Belgien
- Katholieke Universiteit Leuven: Seminarium Philologiae Humanisticae

Irland
- University College Cork: Center for Neo-Latin Studies

Vereinigtes Königreich
- Universität Cambridge: Modern and Medieval Languages: Neo-Latin
- Universität Warwick: Centre for the Study of the Renaissance

Kanada
- Victoria University in the University of Toronto: Centre for Reformation and Renaissance Studies, Victoria University in the University of Toronto

Kroatien
- Universität Zagreb: Neolatina Croatica Research Project